# 쓰노이촌
쓰노이촌(津ノ井村)은 돗토리현 이와미군에 있던 촌이다. 현재의 돗토리시에 해당한다. 1896년 3월 31일까지 호미군에 속해있었다.